# Слейтер (Вайомінг)
Слейтер (англ. Slater) — переписна місцевість (CDP) в США, в окрузі Платт штату Вайомінг. Населення — 78 осіб (2020).

## Географія
Слейтер розташований за координатами 41°52′39″ пн. ш. 104°47′19″ зх. д. / 41.87750° пн. ш. 104.78861° зх. д. (41.877628, -104.788742).  За даними Бюро перепису населення США в 2010 році переписна місцевість мала площу 191,70 км², уся площа — суходіл.

## Демографія
Згідно з переписом 2010 року, у переписній місцевості мешкало 80 осіб у 39 домогосподарствах у складі 26 родин. Густота населення становила 0 осіб/км².  Було 43 помешкання (0/км²).
Расовий склад населення:
| - 100,0 % — білих |

До двох чи більше рас належало 0,0 %. Частка іспаномовних становила 5,0 % від усіх жителів.
За віковим діапазоном населення розподілялося таким чином: 15,0 % — особи молодші 18 років, 66,2 % — особи у віці 18—64 років, 18,8 % — особи у віці 65 років та старші. Медіана віку мешканця становила 50,8 року. На 100 осіб жіночої статі у переписній місцевості припадало 95,1 чоловіків;  на 100 жінок у віці від 18 років та старших — 94,3 чоловіків також старших 18 років.
Цивільне працевлаштоване населення становило 8 осіб. Основні галузі зайнятості: транспорт — 100,0 %.